# Abafala
Abafala ist ein osttimoresischer Suco im Verwaltungsamt Quelicai Antigo (Gemeinde Baucau).

## Geographie

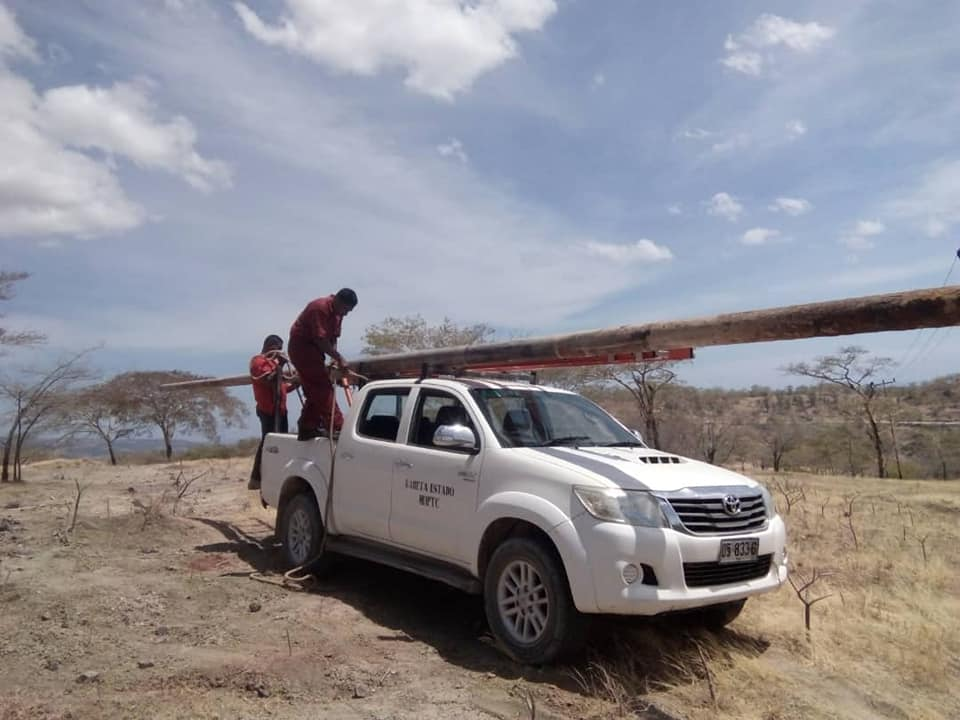
Die Landschaft in Abafala im September

Abafala liegt im Westen des Verwaltungsamts Quelicai Antigo. Quer durch Abafala fließt der Fluss Otorocaiboro, ein Quellfluss des Uaimuhi.
Vor der Gebietsreform 2015 hatte Abafala eine Fläche von 3,34 km². Nun sind es 20,54 km² die sich aufteilen in vier Aldeias Assa-Loqui, Caranu, Mumana und Telaha.
Der Ort Abafala liegt im Nordwesten des Sucos, auf einer Meereshöhe von 303 m, an der Überlandstraße, die den Ort Baguia mit der nördlichen Küstenstraße verbindet. Der Ort wird durch die Grenze zwischen den Sucos Abafala und Guruça durchzogen. Hier befindet sich die Grundschule des Sucos, die Escola Primaria Catolica Abafala. Die Überlandstraße folgt der Westgrenze des Sucos. An der Südwestecke Abafalas liegt das Dorf Mumana, das zum Teil auch auf dem Gebiet der drei Nachbarsucos liegt. Auch Wabere, der dritte größere Ort Abafalas wird durch eine Sucogrenze geteilt. Er liegt im Osten zum Teil in Uaitame.

## Einwohner
In Abafala leben 842 Einwohner (2022), davon sind 410 Männer und 4432 Frauen. Im Suco gibt es 153 Haushalte. Über 95 % der Einwohner geben Makasae als ihre Muttersprache an. Minderheiten sprechen Tetum Prasa, Tetum Terik, Habun und Idalaka.

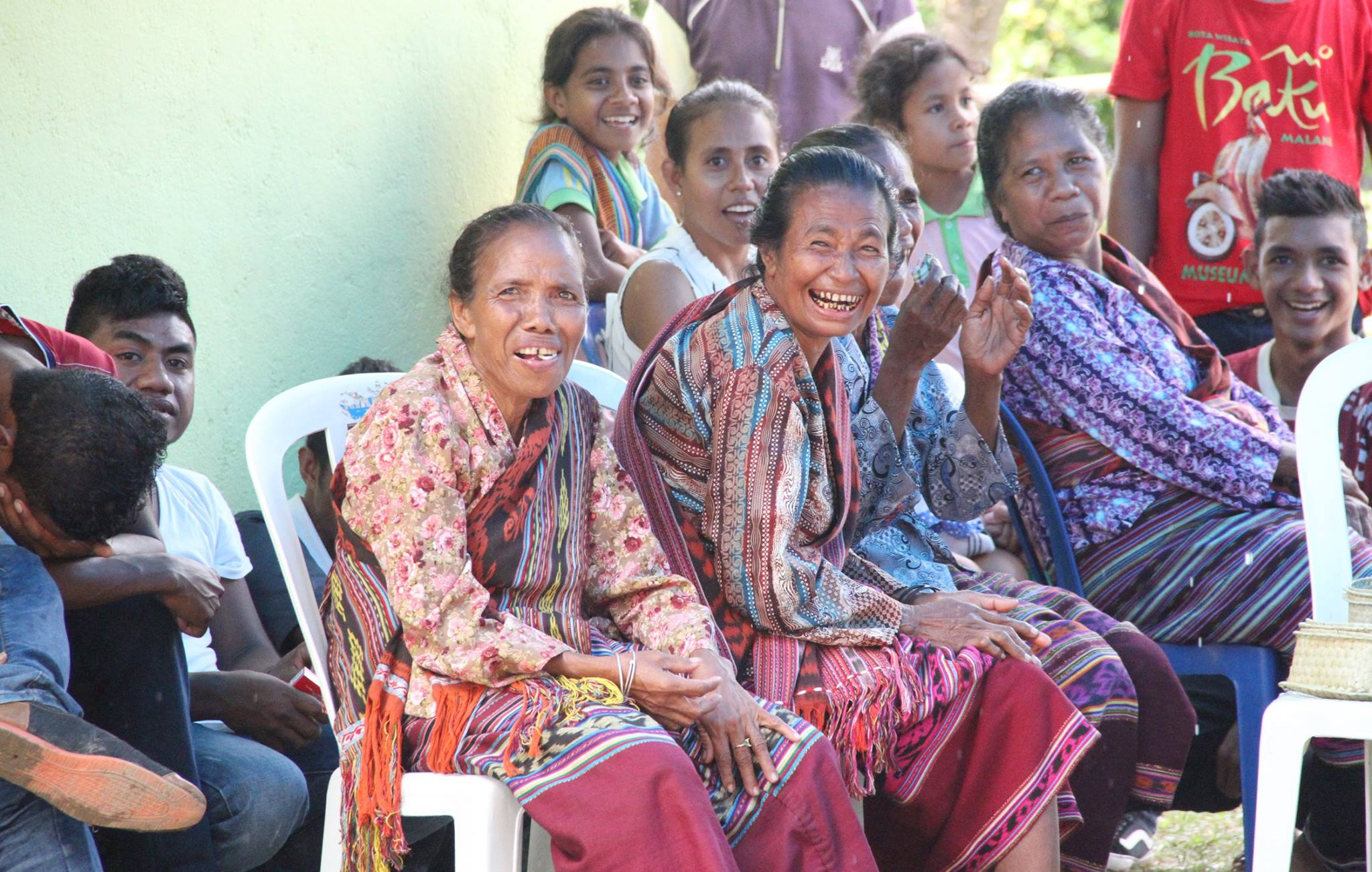
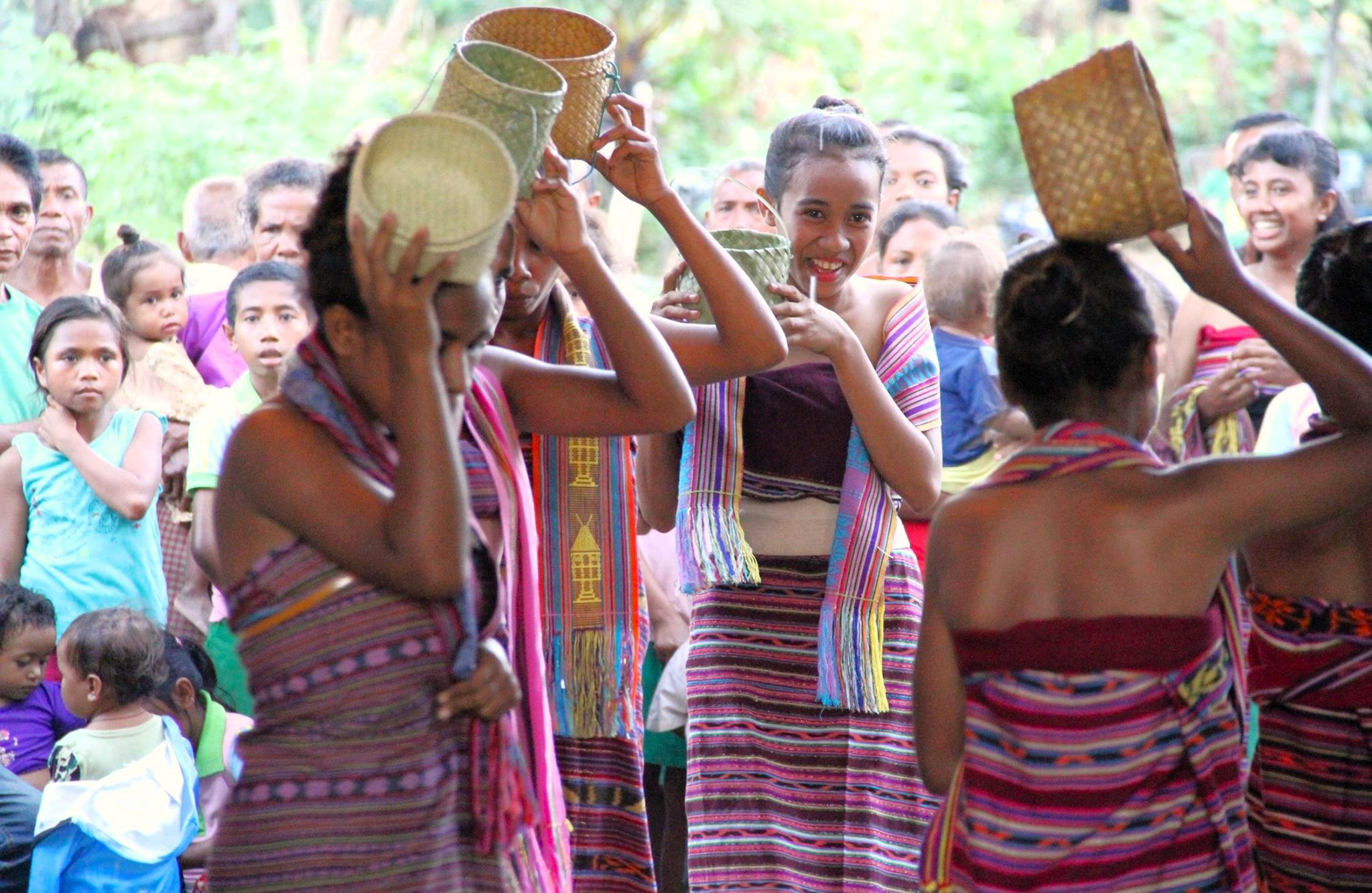

## Geschichte
Zwischen 1979 und 1981 wurden die Einwohner des Sucos von der indonesischen Besatzungsmacht nach Mulia (Verwaltungsamt Laga) zwangsumgesiedelt. Man befürchtete, die Dörfer, die nah an den Wäldern lagen, könnten die FALINTIL unterstützen. Die alten Wohnhäuser wurden nach der Räumung niedergebrannt, Felder zerstört und das Vieh getötet. Mehrere Bewohner wurden verletzt. Unter schwerer Bewachung wurden die Einwohner über das Umsiedlungslager in Quelicai auf Lastwagen nach Mulia gebracht.

## Politik

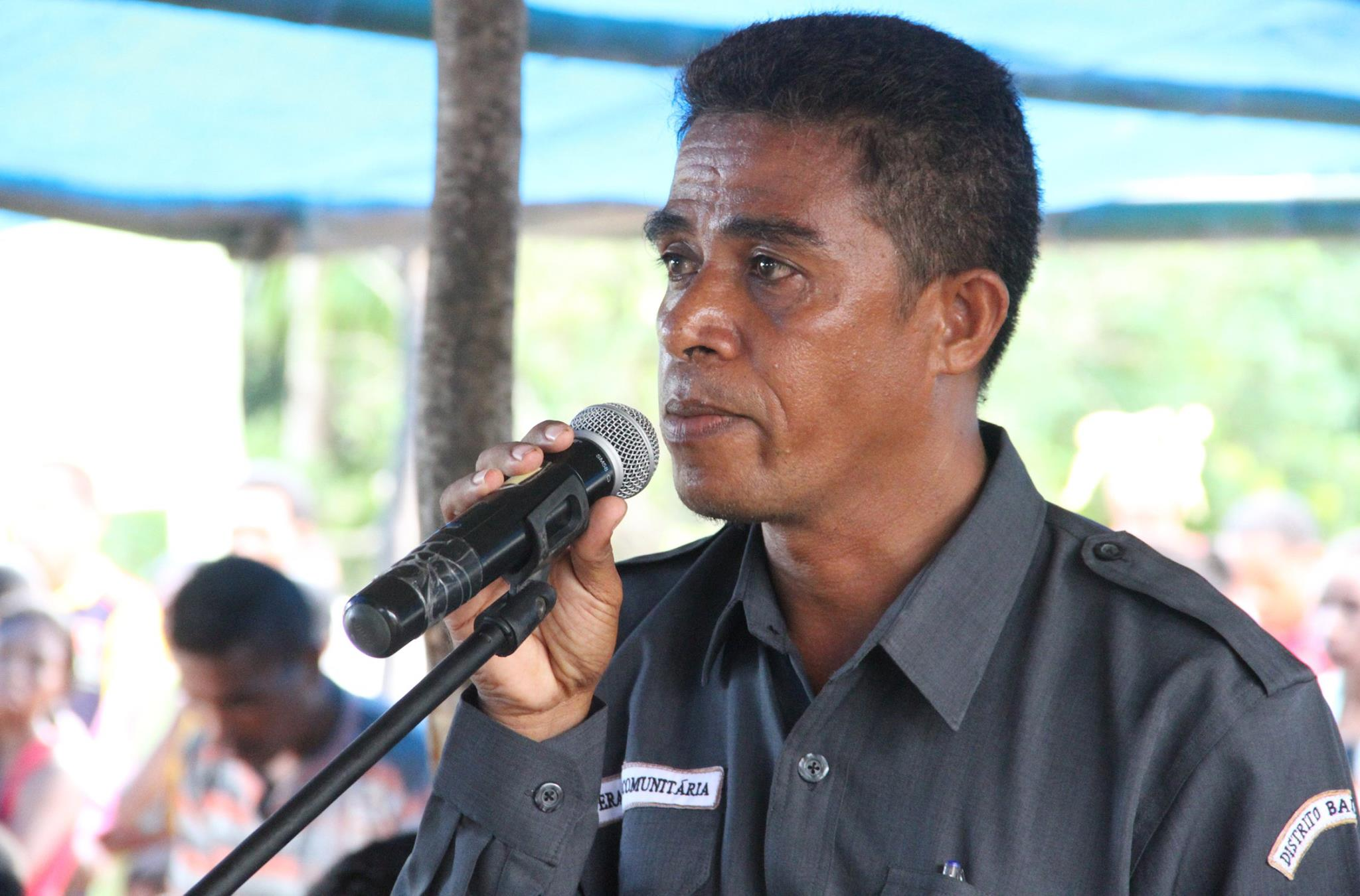
Abel D. dos Reis Moreira (2016)

Bei den Wahlen von 2004/2005 wurde Felix zum Chefe de Suco gewählt. Bei den Wahlen 2009 gewann Abel D. dos Reis Moreira und 2016 Joséfa de Oliveira. 2023 wurde Agapito dos Reis neuer Suco-Chef.
2023 wurden zum Chefe de Aldeias gewählt: Joaquim Gonsalves Ximenes (Assa-Loqui), Graciano Freitas dos Reis (Caranu), Sebastião Tiago Belo (Mumana) und João da Costa Martins Belo (Telaha).